# Arvandkenar
Arvandkenar (em persa: اروندكنار, também romanizada como Arvandkenār e Arvand Kenār) é uma cidade e capital do distrito de Arvandkenar, no condado de Abadan, na província de Khuzistão, Irã.
Segundo o censo de 2006, sua população era de 9 761 habitantes, em 1 897 famílias.